# Héloïse de Pithiviers
Héloïse de Pithiviers (auch Helvide, Helvise und de Blois, * zwischen 965 und 970, † vor 1025) war Dame de Pithiviers.

## Leben
Sie ist die Schwester von Roger de Blois († 1024), Bischof von Beauvais, und wahrscheinlich des Pfalzgrafen Hugues de Beauvais. Vermutlich ist sie eine Angehörige des Hauses Blois, aber keine – wie Historiker mehrfach nachgewiesen haben – Tochter von Graf Odo I. von Blois und Bertha von Burgund.
Ihre agnatische Abstammung lässt sich leichter erklären, wenn man sie mit Hugues de Blois in Verbindung bringt. Die derzeit für Héloïse vorgeschlagene kognatische Abstammung verbindet sie mit den Hugoniden (vgl. die Grafen von Laon und Bassigny), wodurch sich die Anthroponyme von Roger, Hugues und Héloïse erklären lassen.
Sie heiratete Renart, genannt de Broyes (Haus Broyes), und schenkte ihm mehrere Kinder, darunter Odalric oder Oury, Bischof von Orléans. Renart und seine Kinder sind zwar die ersten, die als Herren von Pithiviers bezeichnet werden, aber die Bezeichnung Dame de Pithiviers und andere Elemente zeigen, dass diese Burg die Mitgift von Héloïse bildete.
Nachdem ihr Mann auf einer Pilgerreise nach Rom gestorben war, wurde sie mit der Burgherrschaft über Pithiviers betraut. Sie ließ dort einen Donjon errichten, der Ende des 11. Jahrhunderts verstärkt und auf 33 Meter erhöht wurde und die Stadt fast 840 Jahre lang beherrschte, bevor er 1837 abgerissen wurde. Dessen Architekt war Lanfroi oder Lanfroy, der auch an der Baustelle der Burg Ivry arbeitete.
Sie finanzierte auch den Wiederaufbau der Burgkirche, die zur Stiftskirche Saint-Georges wurde, und stattete das Kapitel mit zwölf Kanonikern und einem Würdenträger aus. Dort wurde sie vor 1025 auch beigesetzt. Da diese Kirche durch den neuen Donjon behindert wurde, erhielt sie nicht das ursprünglich geplante Kirchenschiff, bekam jedoch ein Kopfende mit einem Chorumgang und vier Kapellen, die die Ausstellung von Reliquien begünstigen.
Um 998 nahm Héloïse de Pithiviers den armenischen Eremiten Gregor von Nikopolis auf und ließ ihn in der Kapelle der Mönche von Vertou in Baudrevilliers (Bondaroy) wohnen. Als er um 1006 starb, ließ sie seine sterblichen Überreste nach Pithiviers in die Stiftskirche Saint-Georges bringen.
Das relativ außergewöhnliche Leben von Héloïse und ihre Errungenschaften (Donjon, Stiftskirche) haben ihre Zeitgenossen beeindruckt. Abgesehen von hagiographischen Erzählungen ist sie eine bemerkenswerte Figur in einer Chanson de geste, Garin le Loherain (Geste des Lorrains). Indirekt beeinflusste sie auch andere Erzähler oder Chronisten, wie den anglonormannischen Mönch Ordericus Vitalis.

## Ehe und Nachkommen
Als Kinder von Héloïse de Pithiviers und Renart de Nogent werden genannt:, je nach Quelle:
- Odalric, Seigneur de Pithiviers nach seiner Mutter und Bischof von Orléans von 1022 bis 1033[12][13]
- Héloïse de Pithiviers oder de Châteaudun; ⚭ 1004 Geoffroy II. du Perche, Seigneur de Mortagne-au-Perche und Nogent-le-Rotrou, Vicomte de Châteaudun (Haus Châteaudun)[14]
- Isembart (oder Erambert) (* um 965/70, † um 1028), Erbe[15] von Broyes und den Gütern in der Champagne seines Vaters; seitens seiner Mutter erhielt er von seinen Onkeln Hugues de Beauvais und Roger de Blois die Herrschaft Nogent-le-Roi (1008), die danach den Namen Nogent-l’Erambert trug.[16]